# فيرناندو سوريانو ماركو
فيرناندو سوريانو ماركو (بالإسبانية: Fernando Soriano) (مواليد 24 سبتمبر 1979 في سرقسطة - إسبانيا) لاعب كرة قدم إسباني يلعب حاليا لصالح نادي الدرجة الأولى ألمرية الإسباني منذ 2005 في مركز الوسط المدافع كما يجيد اللعب في مركز الوسط المحوري والأيمن .

## روابط خارجية
- فيرناندو سوريانو ماركو على موقع قاعدة بيانات كرة القدم.إي يو (الإنجليزية)
- فيرناندو سوريانو ماركو على موقع Soccerbase.com (لاعب) (الإنجليزية)
- فيرناندو سوريانو ماركو على موقع Soccerway.com (الإنجليزية)
- فيرناندو سوريانو ماركو على موقع عالم كرة القدم.نت (الإنجليزية)
- فيرناندو سوريانو ماركو على موقع AS.com (الإسبانية)